# Fluid supercrític
Un fluid supercrític (FSC) és qualsevol substància a temperatura i pressió per sobre del seu punt crític químic, en què les fases líquid i gas no es diferencien, per tant es coneix com un "híbrid entre un líquid i un gas"
Un fluid supercrític pot difondre's com un gas (efusió) a través de sòlids i dissoldre substàncies com un líquid (dissolvent). Com més a prop del punt crític termodinàmic, petits canvis de pressió o temperatura provoquen grans canvis en la densitat, permetent que moltes de les propietats d'un fluid supercrític siguin "afinades". Els FSC són uns bons substituents de solvents orgànics en l'àrea de processos industrials i de laboratori. El diòxid de carboni i l'aigua són els fluids supercrítics més correntment utilitzats i són emprats en la descafeïnació i generació d'energia, respectivament.

## Diagrama de fases

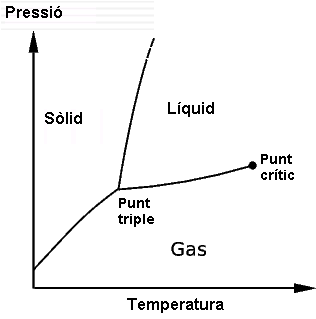
Diagrama de fases clàssic

En un diagrama de fases clàssic, les corbes de fusió, sublimació i vaporització mostren les zones de coexistència de dues fases. El punt en què es troben les tres corbes és el punt triple. El canvi de fase és associat a un canvi brusc d'entalpia i densitat. Per sobre del punt crític, aquest fet no es dona i podem definir aquest punt com aquell en que per sobre del qual no és possible la liqüefacció al pressuritzar, ni la gasificació a l'escalfar.

## Història
El 1822, Charles Cagniard de la Tour va descobrir el punt crític d'una substància en els seus famosos experiments del canó i el barril escoltant la discontinuïtat dels sons produïts per una bala de pedernal en un canó segellat i omplert de fluids a diverses temperatures. D'aquesta manera va observar la temperatura crítica. Per sobre d'aquesta temperatura, les densitats de les fases líquida i gasosa es fan iguals i la distinció entre ambdues fases desapareix, el que resulta en una única fase de fluid supercrític.

## Propietats
Els fluids supercrítics són caracteritzats per l'ampli rang de densitats que poden adoptar. Per sobre de les condicions crítiques, petits canvis en la pressió i la temperatura produeixen grans canvis en la densitat.
En la taula següent es mostren les propietats d'alguns d'aquests:
| Solvent                  | Pes molecular | Temperatura crítica | Pressió crítica  | Densitat crítica |
| ------------------------ | ------------- | ------------------- | ---------------- | ---------------- |
| Solvent                  | g/mol         | K                   | MPa (atm)        | g/cm³            |
| Diòxid de carboni (CO₂)  | 44.01         | 304.1               | 7.38 (72.8)      | 0.469            |
| Aigua (H₂O) (acc. IAPWS) | 18.015        | 647.096             | 22.064 (217.755) | 0.322            |
| Metà (CH₄)               | 16.04         | 190.4               | 4.60 (45.4)      | 0.162            |
| Età (C₂H₆)               | 30.07         | 305.3               | 4.87 (48.1)      | 0.203            |
| Propà (C₃H₈)             | 44.09         | 369.8               | 4.25 (41.9)      | 0.217            |
| Etilè (C₂H₄)             | 28.05         | 282.4               | 5.04 (49.7)      | 0.215            |
| Propilè (C₃H₆)           | 42.08         | 364.9               | 4.60 (45.4)      | 0.232            |
| Metanol (CH₃OH)          | 32.04         | 512.6               | 8.09 (79.8)      | 0.272            |
| Etanol (C₂H₅OH)          | 46.07         | 513.9               | 6.14 (60.6)      | 0.276            |
| Acetona (C₃H₆O)          | 58.08         | 508.1               | 4.70 (46.4)      | 0.278            |

La següent taula mostra la densitat, difusivitat i viscositat per a alguns líquids, gasos i fluids supercrítics:
|                     | Densitat (kg/m³) | Viscositat (µPa∙s) | Difusivitat (mm²/s) |
| ------------------- | ---------------- | ------------------ | ------------------- |
| Gasos               | 1                | 10                 | 1–10                |
| Fluids supercrítics | 100–1000         | 50–100             | 0.01–0.1            |
| Líquids             | 1000             | 500–1000           | 0.001               |

Les característiques generlas dels FSC són:
- No existeix interfase gas-líquid
- La compressibilitat isotèrmica es fa infinitament positiva
- El coeficient d'expansió tèrmica és infinit i positiu
- L'entalpia de vaporització és zero
- Si la densitat es manté constant i igual a la densitat crítica, la capacitat calorífica a volum constant tendeix a l'infinit
- La densitat per sobre del punt crític depèn bàsicament de la pressió i la temperatura, però en qualsevol cas està més propera a la dels líquids que a la dels gasos
- La viscositat és molt més baixa que la dels líquids, el que li confereix propietats hidrodinàmiques molt favorables
- La baixa tensió superficial permet una alta penetrabilitat a través de sòlids porosos i llits empaquetats.
- Majors coeficients de difusió (difusivitat) que en líquids de manera que la transferència de matèria és més favorable

Tots els fluids supercrítics són miscibles entre si, és a dir que per una mescla es pot garantir una sola fase si es supera el punt crític de la mescla. El punt crític d'una mescla binaria pot estimar-se com la mitja aritmètica de les temperaturas i pressions crítiques dels dos components,
Tc(mix) = (fracció molar A) x TcA + (fracció molar B) x TcB.
Per ser més exactes, el punt crític es pot calcular fent servir ecuacions d'estat, com Peng Robinson o mètodes de contribució de grup. Altres propietats, com la densitat, també es poden calcular fent servir les equacions d'estat.

## Aplicacions
- Extracció amb fluid supercrític

Comparant amb l'extracció líquida, l'extracció amb fluids supercrítics és més ràpida degut a la baixa viscositat i alta difusivitat dels FSC. L'extracció pot ser selectiva en certa manera pel control de la densitat del medi, i el material extret es recupera fàcilment per simple despressurització, permetent així que el fluid supercrític torni a la fase de gas i s'evapori deixant  poc o cap residu de dissolvent. El diòxid de carboni és el dissolvent supercrític més comú. S'utilitza en gran escala per a la descafeinització de grans de cafè verd, l'extracció de llúpol per a la producció de cervesa, i la producció d'olis essencials i productes farmacèutics de les plantes. Alguns mètodes d'assaig de laboratori inclouen l'ús d'extracció amb fluids supercrítics com un mètode d'extracció en lloc d'utilitzar dissolvents tradicionals.
- Neteja en sec

El diòxid de carboni supercrític (SCD) es pot utilitzar en lloc del percloroetilè o altres dissolvents no desitjables per a la neteja en sec. El diòxid de carboni supercrític a vegades s'intercala en botons i quan el SCD es despressuritza, es trenquen. Els detergents que són solubles en diòxid de carboni milloren el poder de solvatació del dissolvent.
- Cromatografia de fluids supercrítics

La cromatografia de fluids supercrítics (SFC) es pot utilitzar a escala analítica, on es combinen molts dels avantatges de la cromatografia líquida d'alta resolució (HPLC) i la cromatografia de gasos (GC). Es pot utilitzar amb analits no volàtils i tèrmicament làbils (a diferència de GC) i amb un detector universal de flama d'ionització (a diferència de HPLC), i s'obtenen pics més estrets degut a la ràpida difusió. A la pràctica, els avantatges que ofereix la SFC no són suficients per a reemplaçar la HPLC i GC, excepte en alguns casos com en separacions quirals i en l'anàlisi dels hidrocarburs d'alt pes molecular. La puresa dels productes finals és molt alta, però el cost el fa adequat per a materials de molt alt valor, com ara productes farmacèutics.
- Producció de biodièsel

La conversió d'oli vegetal per a biodièsel és fa mitjançant una reacció de transesterificació on els triglicèrids es converteixen en l'èster metílic més glicerol. Això normalment es fa utilitzant catalitzadors de metanol i sosa càustica o àcid però també es pot utilitzar metanol supercrític sense un catalitzador. Aquest últim mètode té l'avantatge de que el producte no ha de ser netejat per eliminar catalitzador i és més fàcil de dissenyar com un procés continu.
- Refrigeració

El diòxid de carboni supercrític és també un important refrigerant emergent, sent utilitzat en noves solucions amb poc contingut de carboni per a bombes de calor intern. Aquests sistemes estan experimentant un desenvolupament continu amb les bombes de calor de diòxid de carboni supercrític que ja es comercialitzen amb èxit a Àsia.
- Propietats antimicrobianes

El CO2 a altes pressions té propietats antimicrobianes. Si bé la seva eficàcia s'ha demostrat per a diverses aplicacions, els mecanismes d'inactivació no s'han comprès plenament tot i que s'han investigat durant més de 60 anys.
- Formació de nano i micro partícules

La formació de petites partícules d'una substància amb una estreta contribució de mides és un procés important en la indústria farmacèutica i altres. Els fluids supercrítics proporcionen una sèrie de maneres d'aconseguir això excedint ràpidament el punt de saturació d'un solut per dilució, despressurització o una combinació d'aquests. Aquests processos es produeixen més ràpidament en els fluids supercrítics que en els líquids, promovent la nucleació o la descomposició espinodal sobre el creixement de cristalls i produint partícules molt petites i de mida regular. Recents fluids supercrítics han demostrat la capacitat de reduir les partícules fins a un rang de 5-2000 nm.
- Generació de cocristalls farmacèutics

```
Els fluids supercrítics actuen com un nou mitjà per la generació de noves formes cristal·lines de API (
Active Pharmaceutical Ingredients
) denominades cocristalls farmacèutics. La tecnologia de fluids supercrítics ofereix una nova plataforma que permet una generació de partícules d'un sol pas que son difícils o inclús impossibles d'obtenir mitjançant tècniques tradicionals. La generació de nous cocritalls purs i secs (complexes moleculars cristal·lins que comprenen el API i un o més confòrmers en la xarxa cristal·lina) es pot fer degut a propietats úniques de SCF fent servir diferents propietats de fluid supercrític: potència supercrítica de dissolvent de CO₂, efecte anti dissolvent i millora de la atomització.
[
17
]
[
18
]
```

- Assecat supercrític

L'assecat supercrític és un mètode per eliminar el dissolvent sense efectes de tensió superficial. A mesura que el líquid es seca, la tensió superficial s'arrossega sobre estructures petites dins d'un sòlid, causant distorsió i contracció. Sota condicions supercrítiques no hi ha tensió superficial i el fluid supercrític pot ser eliminat sense distorsió. L'assecat supercrític s'utilitza per la fabricació d'aerogelss i l'assecat de materials delicats com mostres arqueològiques i mostres biològiques per microscòpia electrònica.
- Oxidació amb aigua supercrítica

S'utilitza aigua supercrítica com un medi en el qual s'oxiden els desfets perilloses, eliminant la producció de productes de combustió tòxics que la combustió pot produir. El producte residual a oxidar es dissol en l'aigua supercrítica junt amb l'oxigen molecular (o un agent oxidant que abandona a l'oxigen després de la descomposició, per exemple, peròxid d'hidrogen) on en aquest punt té lloc la reacció d'oxidació.
- Hidròlisis amb aigua supercrítica

La hidròlisis supercrítica és un mètode per convertir tots els polisacàrids de biomassa així com la lignina associada en compostos de baix pes molecular per contacte amb aigua només en condicions supercrítiques. L'aigua supercrítica, actua com un dissolvent, un proveïdor d'energia tèrmica de trencament d'enllaços, un agent de transferència de calor i com a font d'àtoms d'hidrogen. Tots els polisacàrids es converteixen en sucres simples en rendiment quasi quantitatiu en un segon o menys. Els enllaços inter-anell alifàtics de la lignina també passen fàcilment a radicals lliures que s'estabilitzen per hidrogen originant aigua. Els anells aromàtics de la lignina no es veuen afectats en temps de reacció curts de manera que els productes derivats de la lignina són fenols mixtes de baix pes molecular. Per aprofitar els temps de reacció molt curts necessaris per la escissió s'ha d'idear un sistema de reacció continua. La quantitat d'aigua escalfada a un estat supercrític es minimitza d'aquesta manera.
- Gasificació supercrítica d'aigua

La gasificació supercrítica d'aigua és un procés d'aprofitament de l'efecte beneficiós de l'aigua supercrítica per convertir corrents aquoses de biomassa en aigua neta i gasos com H₂, CH₄, CO2, CO, etc.
- Descomposició de fluids supercrítics

L'aigua supercrítica es pot utilitzar per descompondre la biomassa a través de la seva gasificació en aigua supercrítica. Aquest tipus de gasificació de la biomassa s'utilitza per generar combustibles d'hidrocarburs per al seu ús en un dispositiu de combustió eficient o per produir hidrogen per utilitzar-lo en una pila de combustible.
- Les reaccions químiques

Canviant les condicions del dissolvent de la reacció es pot donar la separació de fases per a l'eliminació del producte, o d'una sola fase per a la reacció. La ràpida difusió accelera les reaccions de difusió controlada. La temperatura i la pressió pot dirigir la reacció pel camí de reacció que ens interessi, com per exemple, per millorar el rendiment d'un isòmer quiral en concret. També té significants efectes positius en el medi ambient respecte els dissolvents orgànics convencionals.
- Impregnació i tinció

La impregnació és el procés invers de l'extracció. Es dissol una substància en el fluid supercrític, la solució flueix per un substrat sòlid i es diposita o es dissol en el substrat. La tinció en fibres de polímer com polièster utilitzant colorants dispersos (no iònics), n'és un exemple. El diòxid de carboni també es dissol en molts polímers, es plastifiquen i accelerant encara més el procés de difusió.